# HD14522
HD14522 є хімічно пекулярною зорею спектрального класу
A2 й має видиму зоряну величину в смузі V приблизно  8,9.

## Пекулярний хімічний вміст
Зоряна атмосфера HD14522 має підвищений вміст 
Eu
.